# Höhle von Enlène

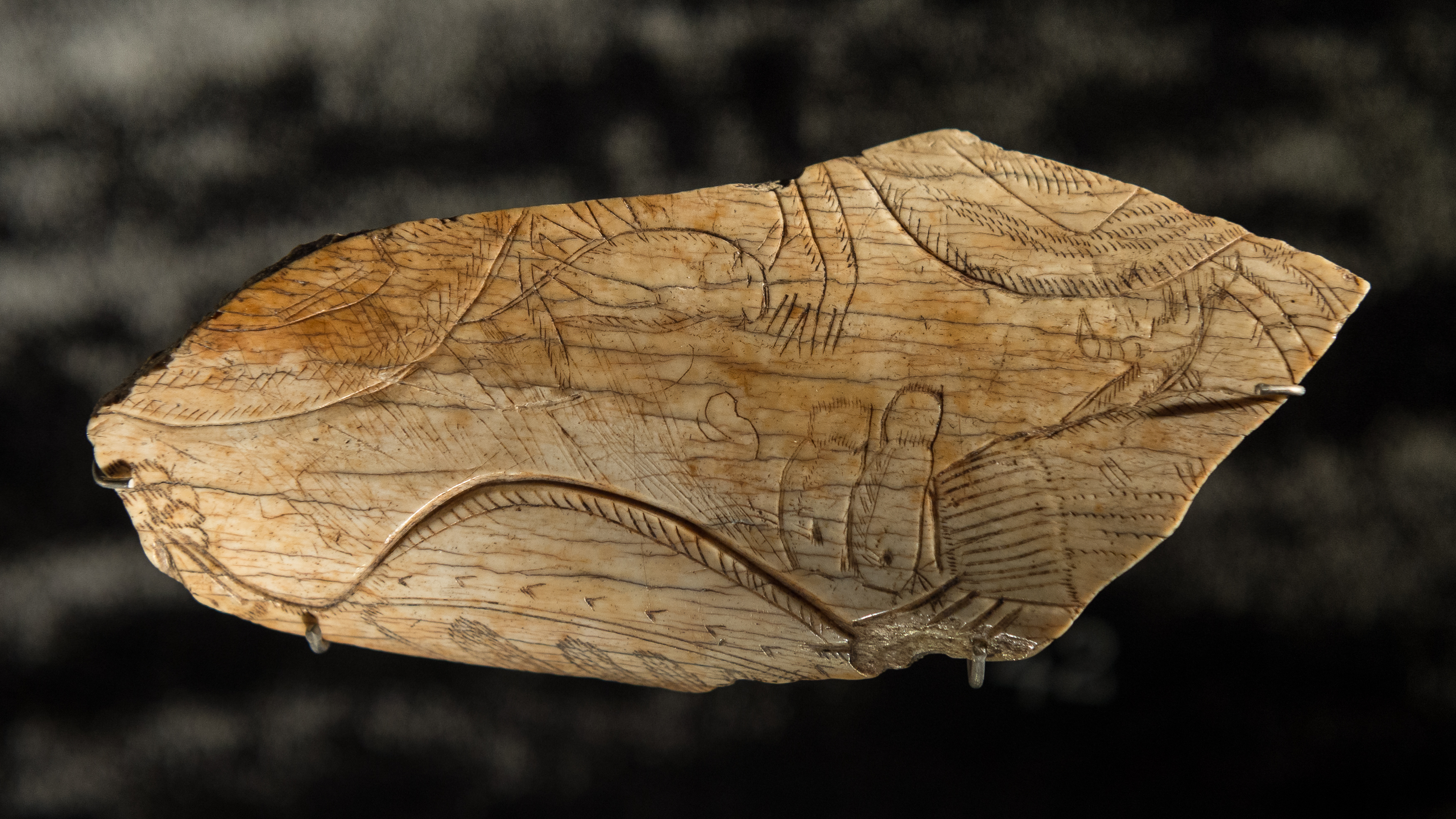
Heuschrecke, Vogel und mehrere unbestimmte Tiere sowie geometrische Muster, graviert in ein Röhrenknochen-Bruchstück

Die Höhle von Enlène ist eine der drei Volp-Höhlen. Als Teil des Kultstätten-Netzwerks der Kette Pyrenäen-Kantabrisches Gebirge, liegt sie in Frankreich in der Region Okzitanien im Département Ariège auf dem Gebiet der Gemeinde Montesquieu-Avantès. Sie gehört zum Umkreis der Frankokantabrischen Höhlenkunst. In direkter Nachbarschaft befinden sich die beiden anderen Volp-Höhlen, die Höhle von Tuc d’Audoubert sowie die Drei-Brüder-Höhle.

## Geschichte

### Vorgeschichtliche Kunst
In der Bronzezeit wurde die Höhle von Enlène als Grablege benutzt. Aus dem Jungpaläolithikum liegen unter anderem kleinformatige Artefakte des Magdalénien vor. Auch eine Besiedlung im Gravettien wurde nachgewiesen.
Die Höhle Enlène ist sehr reich an Kleinkunstobjekten „art mobilier“/ Alltagskunst und gravierten Sandsteinplaketten (Bodenfliesen?, Schneidebrettchen?).
Die Kunstobjekte umfassen unter anderem:
- in Knochen geschnitzter Lachs
- Kinderunterkiefer mit Loch (Halskette?)
- durchlöcherte Rentierzähne
- Muscheln
- Nähnadeln
- Ockersteine mit Einbuchtungen (Farbdöschen?)
- Sandsteinplättchen (graviert bzw. zerkratzt).
- Speerschleuder (mit skulptierter Saiga-Antilope)
- Einzigartige Darstellung einer Amphibie (Frosch)
- Einzigartige Darstellung eines Insekts (Heuschrecke)
- Höhlenmalerei Magdalénien.